# Zdeněk Žák (herec)
Zdeněk Žák (* 9. června 1952 Praha) je český herec.

## Rodina, studium
Matka byla učitelkou v mateřské školce v Ječné ulici v Praze, otec byl konstruktérem. Má jednoho sourozence – mladšího bratra. Vyučil se nástrojařem a dva roky pracoval v podniku PAL v Praze-Kbelích. K divadlu se dostal přes ochotníky. Studoval nejdříve na Lidové konzervatoři pro pracující, později na DAMU, kam jej doporučil František Vicena. K jeho spolužákům zde patřili např. Simona Stašová, Jana Paulová a Ivan Luťanský.

## Divadlo
Již jako posluchač DAMU měl příležitost vystoupit v menší roli na scéně Národního divadla. Po studiu byl angažován v roce 1976 v ostravském Divadle Petra Bezruče, kde strávil jeden a půl roku a pak odešel na vojnu a po návratu hrál ve Státním divadle v Ostravě. Po čtyřech letech v Ostravě dostal nabídku od Zdeňka Buchvaldka, který jej viděl na festivalu Divadelní mládí, aby odešel do Prahy do Realistického divadla, kde pak strávil přes 10 let. Následně prošel ještě dalšími pražskými divadly (Divadlo pod Palmovkou, Divadlo ABC) až se dostal okolo roku 2000 ke Karlu Heřmánkovi do Divadla Bez zábradlí.

## Rodina
Téměř pět let byl ženatý s herečkou Jorgou Kotrbovou, s ní vyženil dceru Tamaru. Z tohoto manželství se pak narodila dcera Julie a syn Václav. Jeho druhá žena Zuzana je učitelkou, vyženil s ní dvě děti a má s ní dceru Zuzanu, studující na herecké konzervatoři. S rodinou žije na vesnici u Českého Brodu.

## Další činnosti

### Televize, film
Již od roku 1971 spolupracuje s televizí a vystupoval v desítkách televizních pořadů, televizních inscenací a seriálů. V roce 1972 se také poprvé objevil ve filmu (Svatá noc – režie Věra Jordánová). V letech 1972 až 2017 získal role ve více než 80 českých filmech.

### Dabing
Od roku 1980 se věnuje také dabingu.

### Pedagogická činnost
Je pedagogem v oddělení muzikálu na Mezinárodní konzervatoři v Praze.

## Divadelní role, výběr
- 1974 J. K. Tyl: Tvrdohlavá žena a zamilovaný školní mládenec, Skalní duch z komonstva Zlatohlava, Národní divadlo (j. h. – jako posluchač DAMU), režie Jan Kačer
- 1997 Alan Ayckbourn: Kdes to byl(a) v noci, Divadlo Bez zábradlí, režie Jiří Menzel
- 1998 Francis Veber: Blbec k večeři, exekutor Koníček-Cheval, Divadlo Bez zábradlí, režie Jiří Menzel
- 1998 Bernard Slade: Každý rok ve stejnou dobu, George, Divadlo Bez zábradlí, režie Jiří Menzel
- 1998 Luigi Lunari: Tři muži na špatné adrese, profesor, Divadlo Bez zábradlí, režie Boris Ščedrin
- 2000 Bernard Slade: Další roky ve stejnou dobu, George, Divadlo Bez zábradlí, režie Jiří Menzel
- 2002 Murray Schisgal: Láska, Divadlo Bez zábradlí, režie Alice Nellis
- 2003 Neil Simon: Sunny Boys, Al Lewis, Divadlo Bez zábradlí, režie Boris Ščedrin
- 2009 Jean-Claude Carrière: Terasa, Etienne, Divadlo Bez zábradlí, režie Karel Heřmánek
- 2010 Woody Allen: 2x Woody Allen, Hal (ve hře Old Saybrook), Divadlo Bez zábradlí, režie Karel Heřmánek
- 2014 Ronald Harwood: Kvartet, Reginald, Divadlo Bez zábradlí, režie Petr Slavík
- 2016 Yasmina Reza: Art, Divadlo Bez zábradlí, režie Karel Heřmánek
- 2019 Matěj Balcar: Pánský klub, Divadlo Na Jezerce, režie Matěj Balcar

## Filmografie (výběr)

### Film (výběr)
- 1972 Svatá noc, režie Věra Jordánová
- 1979 Ohrožené město, režie Otakar Kosek
- 1984 Tlustý pradědeček, režie Věra Jordánová
- 1988 Všichni za jednoho, režie Anna Procházková
- 1992 Jak vyloupit banku, režie Pavel Háša
- 1996 Dědo, čaruj, režie Věra Jordánová
- 2001 Karlínská balada, režie Zdeněk Zelenka
- 2002 Únos domů, režie Ivan Pokorný
- 2006 Obsluhoval jsem anglického krále, režie Jiří Menzel
- 2015 Gangster Ka, režie Jan Pachl
- 2017 Miluji tě modře, režie Miroslav Šmídmajer
- 2019 Léto s gentlemanem, režie Jiří Adamec
- 2022 Pánský klub, režie Matěj Balcar

### Televize (seriály – výběr)
- 1976 Muž na radnici
- 1980 Postel s nebesy
- 1980 Přátelé Zeleného údolí
- 1981 Okres na severu
- 1984 Sanitka
- 1984 Bambinot
- 1988 Rodáci
- 1989 Dobrodružství kriminalistiky
- 1992 Hříchy pro pátera Knoxe
- 1995 Život na zámku
- 1997 Zdivočelá země
- 2004 Pojišťovna štěstí
- 2007 Ordinace v růžové zahradě
- 2009 Vyprávěj
- 2011 Kriminálka Anděl
- 2013 Doktoři z Počátků
- 2014 Svatby v Benátkách
- 2015 Vraždy v kruhu
- 2016 Ohnivý kuře
- 2017 Specialisté
- 2019 Rapl
- 2019 Poldové a nemluvně
- 2020 Slunečná
- 2022 Dobré zprávy